# Jürgen Wohlers
Jürgen Wohlers (Wolfenbüttel, 27 giugno 1945) è un ex cestista tedesco.

## Carriera
Con la Germania Ovest ha disputato i Campionati europei del 1971 e i Giochi olimpici di Monaco 1972.

## Palmarès
- Coppa di Germania: 1

MTV Wolfenbüttel: 1972